# Denver Nuggets 1983-1984
La stagione 1983-84 dei Denver Nuggets fu l'8ª nella NBA per la franchigia.
I Denver Nuggets arrivarono terzi nella Midwest Division della Western Conference con un record di 38-44. Nei play-off persero al primo turno con gli Utah Jazz (3-2).

## Roster
| N° | Naz.                   | Ruolo | Sportivo         | Anno | Alt. | Peso |
| -- | ---------------------- | ----- | ---------------- | ---- | ---- | ---- |
| 2  | Stati Uniti (bandiera) | A     | Alex English     | 1954 | 201  | 86   |
| 5  | Stati Uniti (bandiera) | G     | Mike Evans       | 1955 | 185  | 77   |
| 10 | Stati Uniti (bandiera) | G     | Keith Edmonson   | 1960 | 196  | 88   |
| 21 | Stati Uniti (bandiera) | G     | Rob Williams     | 1961 | 188  | 79   |
| 23 | Stati Uniti (bandiera) | GA    | T.R. Dunn        | 1955 | 193  | 87   |
| 24 | Stati Uniti (bandiera) | GA    | Bill Hanzlik     | 1957 | 201  | 84   |
| 25 | Stati Uniti (bandiera) | AC    | Dave Robisch     | 1949 | 208  | 107  |
| 30 | Stati Uniti (bandiera) | GA    | Anthony Roberts  | 1955 | 196  | 84   |
| 32 | Stati Uniti (bandiera) | G     | Howard Carter    | 1961 | 196  | 98   |
| 33 | Stati Uniti (bandiera) | A     | Kenny Dennard    | 1958 | 203  | 100  |
| 34 | Stati Uniti (bandiera) | AC    | Danny Schayes    | 1959 | 211  | 107  |
| 35 | Stati Uniti (bandiera) | AC    | Richard Anderson | 1960 | 208  | 109  |
| 44 | Stati Uniti (bandiera) | AC    | Dan Issel        | 1948 | 206  | 107  |
| 55 | Stati Uniti (bandiera) | A     | Kiki Vandeweghe  | 1958 | 203  | 100  |

## Staff tecnico
- Allenatore: Doug Moe
- Vice-allenatore: Bill Ficke